# 任继长
任继长（1947年1月—），中國共產黨员，杭州文澜中学、余杭高级中学校长，曾任杭州学军中学校长。2003年当选为第十届全国人大代表。

## 人物事迹

### 校长打饭
2004年杭州文澜中学迁入拱墅区新校址后转变为寄宿学校后，任继长开始为住校学生打饭。此事2013年被报导，任继长也被称为“打饭校长”。

## 争议

### 猥亵女生
2018年8月，任继长任杭州二中初中部教导主任时对当时13岁受害者性骚扰的事情被爆出，8月3日在Metoo被指控，8月4日此事被文澜中学教师证实。此后，多家媒体对此事件进行报导，但是任继长及当地教育局均未对此事做任何回应。